# Francisco Tapia Robles
Francisco Tapia Robles (Vallenar, Chile, 7 de diciembre de 1974) es un profesor de pedagogía en inglés, productor y locutor de radio chileno. Desde el 2019 es editor y post-productor de podcasts en Emisor Podcasting. Anteriormente fue conocido como conductor de Rock & Pop (2013 - 2018), productor y conductor de Pauta FM (2018 - 2019). Creador del programa Adictos al Ruido en sus versiones chilenas y británica (2005 - 2012).
Es el creador del diseño sonoro de la audio serie Caso 63, y también de la audioficción F.O.O.M. estrenada en diferentes plataformas de audio de Latinoamérica el 24 de noviembre de 2023.
Desde septiembre de 2023 forma parte de la plataforma de podcasts Relato Nacional perteneciente a la productora de contenidos La Factoría.
Además, es coleccionista de música, especializado en vinilos y frecuentemente realiza dj sets en bares y pubs.     

## Biografía
Ligado a la radio desde 1989, entre 2005 y 2012, fue el creador, productor y presentador del programa Adictos al Ruido, en su versión Chilena, se daba a conocer entrevistas a los artistas independientes de la escena musical chilena, posteriormente se traslada a Reino Unido, donde realiza la versión Adictos al Ruido UK.
Entre 2008 y 2013 residió en Reino Unido, donde cubrió el festival de Glastonbury en sus ediciones 2010 y 2011, además del Liverpool Sound City entre 2009 y 2012, paralelamente realizó estudios en la industria radial y musical en BBC Academy de Londres, School of Sound Recording de Manchester y Liverpool Institute for Performing Arts.
En 2013, llegó a Ibero Americana Radio Chile a producir programas y especiales para radios: Rock & Pop, Radio Concierto, Radio Futuro y ADN Radio Chile.
En mayo de 2014, Francisco Tapia Robles conduce Rock & Pop UK, donde presenta sólo música británica de rock, pop e indie.
Desde agosto de 2015, conduce el programa, Sordo como Tapia.
En 2016, se inicia el programa Rock & Pop Stars, programa de música y documentales, que es emitido los lunes, trata sobre un tema en específico durante un mes, por ejemplo, septiembre: música chilena, octubre de 2017: homenaje en el centenario del natalicio de Violeta Parra.
En 2017, a raíz de los 25 años de Radio Rock & Pop, comienza a emitirse Porque es especial solo....
El 31 de enero de 2018, dejó Rock & Pop y sus programas: R&P UK, Sordo como Tapia y R&P Stars.
Desde marzo de 2018, y hasta enero de 2019, fue parte de Pauta FM, luego pasa a formar parte de 13 Radios produciendo y editando podcasts para Emisor Podcasting. Deja esa labor en diciembre de 2023.
Es el post-productor de audio de la serie de Spotify Caso 63. Ganador Premio Ondas Globales del Podcast (2022).
En febrero de 2025 asume la dirección artística de radio Sinergia 104.5 de Osorno.

## Historial en Radio

### Radio
Fundador de Supersonic.Radio (Julio 2022). Estación online dedicada a la difusión de nueva música, especializada en indie rock y rock alternativo.

#### Independiente
- Adictos al Ruido (2005-2012)

- Archivo Podcast en Spotify

#### IARCyRock & Pop
- Especiales y documentales como: Rockumental Blur en Chile (2013), Rockumental Futuro 25 Años y Concierto 45 Años.
- Rock & Pop UK (2014-2018)
- Cobertura festivales Lollapalooza Chile, Lollapalooza Chicago y Glastonbury Festival (Reino Unido)
- Sordo como Tapia (2015-2018)
- R&P Stars (2016-2018)
- Porque es especial, solo... (2017-2018)
- La Personal (invitado, 2018), (Radio Concierto)

#### Pauta FM
- Nocturama (2018)

Realización de radiodocumentales / podcasts:
- Grandes Compositores Chilenos: Jorge González, Vicente Bianchi, Gepe, Manuel García.
- La Vida Mágica de Gabriel Parra de Los Jaivas a 30 años de su muerte Podcast finalista al Premio Periodismo de Excelencia de la Universidad Alberto Hurtado (2018)
- Pájaro de Fuego, la historia de Alvaro Henríquez de Los Tres
- 30 Años de Amnesty Mendoza
- Exit Music: Radiohead
- Memoria Sonora, Comerciales históricos de la televisión chilena

#### Emisor Podcasting
- Caso 63 diseño sonoro temporadas 1 (2020), 2 (2021) y 3 (2022), y Caso 63 Enigma (2023)

- Diseño sonoro de series spin-off de Caso 63: Borrado, Turing, Confluencia, y Cisne Rojo

- Producción y diseño sonoro del podcast de true crime Mente Enferma (2023)

- Producción y diseño sonoro del podcast documental Los Ultimos Días de Pablo Neruda (2023)

- Producción y diseño sonoro de la serie de podcasts 100 Años de Radio en Chile y Las Antenas del Golpe (2022). Ambos trabajos finalistas al Premio Periodismo de Excelencia de la Universidad Alberto Hurtado (2022).

- Producción y diseño sonoro del podcast La Tragedia de Colegio Alemán, una investigación sobre un accidente carretero de la gira de estudios del Deutsche Schule de Santiago en Vallenar, en octubre de 1974.

- Producción y diseño sonoro del podcast documental Combates en el Atlántico Sur, un relato histórico sobre el Hundimiento_del_Belgrano y del HMS_Sheffield_(D80) durante la Guerra_de_Las_Malvinas